# Critics’ Choice Movie Award/Bestes Lied
Seit 1999 wird bei den BFCA das beste Lied des vergangenen Filmjahres geehrt.

## Preisträger
| Jahr            | Preisträger                                       | Film                                | Lied                         |
| 1999            |                                                   | Der Prinz von Ägypten               | When You Believe             |
| 2000            |                                                   | Music of the Heart                  | Music of My Heart            |
| 2001            | Sting und David Hartley                           | Ein Königreich für ein Lama         | My Funny Friend and Me       |
| 2002            | Enya                                              | Der Herr der Ringe: Die Gefährten   | May It Be                    |
| 2002            | Paul McCartney                                    | Vanilla Sky                         | Vanilla Sky                  |
| 2003            | Eminem                                            | 8 Mile                              | Lose Yourself                |
| 2004            | Christopher Guest, Michael McKean und Eugene Levy | A Mighty Wind                       | A Mighty Wind                |
| 2005            | Mick Jagger und David A. Stewart                  | Alfie                               | Old Habits Die Hard          |
| 2006            | Terrence Howard                                   | Hustle & Flow                       | Hustle & Flow                |
| 2007            | Beyoncé Knowles                                   | Dreamgirls                          | Listen                       |
| 2008            | Glen Hansard, Markéta Irglová und Jesse L. Martin | Once                                | Falling Slowly               |
| 2009            | Bruce Springsteen                                 | The Wrestler – Ruhm, Liebe, Schmerz | The Wrestler                 |
| 2010            | Ryan Bingham und T Bone Burnett                   | Crazy Heart                         | The Weary Kind               |
| 2011            | Dido, A. R. Rahman und Rollo Armstrong            | 127 Hours                           | If I Rise                    |
| 2012            | Jason Segel, Amy Adams und Walter                 | Die Muppets                         | Life’s a Happy Song          |
| 2013            | Adele                                             | James Bond 007: Skyfall             | Skyfall                      |
| 2014            | Robert Lopez, Kristen Anderson-Lopez              | Die Eiskönigin – Völlig unverfroren | Let It Go                    |
| 2015            | Common, John Legend                               | Selma                               | Glory                        |
| 2016 (Januar)   | Wiz Khalifa, Charlie Puth                         | Fast & Furious 7                    | See You Again                |
| 2016 (Dezember) | Justin Hurwitz, Benj Pasek und Justin Paul        | La La Land                          | City of Stars                |
| 2018            | Kristen Anderson-Lopez und Robert Lopez           | Coco – Lebendiger als das Leben!    | Remember Me                  |
| 2019            |                                                   | A Star Is Born                      | Shallow                      |
| 2020            | Elton John, Bernie Taupin                         | Rocketman                           | (I’m Gonna) Love Me Again    |
| 2020            |                                                   | Wild Rose                           | Glasgow (No Place Like Home) |